# Dança Comigo (vem ser feliz)

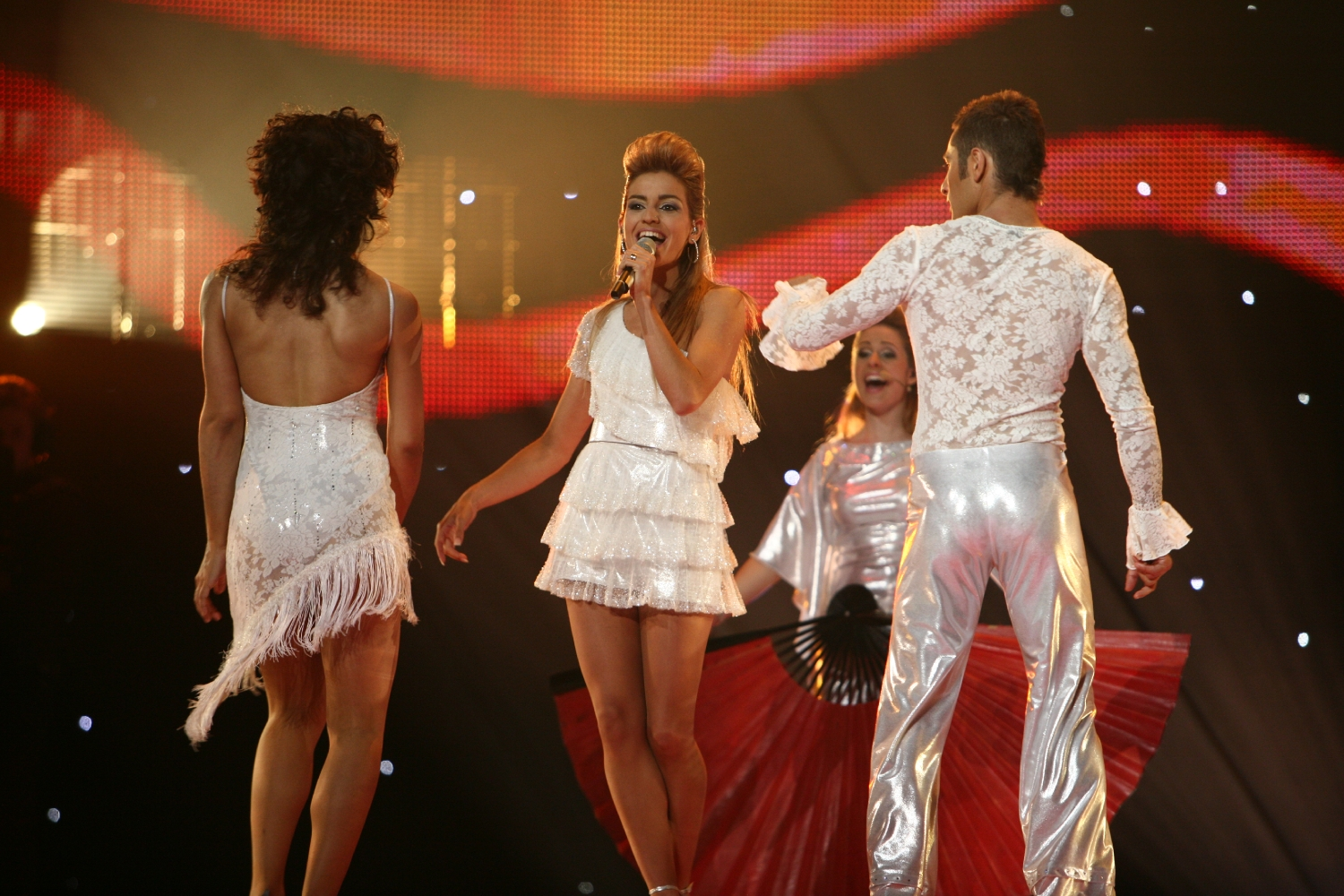
Sabrina framför bidraget vid Eurovision Song Contest 2007.

Dança Comigo (vem ser feliz) (portugisiska) sv: Dansa med mig (kom var glad) är en poplåt som spelades in och framfördes av sångerskan Sabrina. Låten vann den nationella uttagningen till  Eurovision Song Contest 2007 och representerade Portugal i semifinalen i Helsingfors den 10 maj. Bidraget var tre poäng från att ta sig till final och kom således på elfte plats i semin. 